# Mona Marshall
Mona M. Ianotti (sinh ngày 31 tháng 8 năm 1947), nghệ danh là Mona Marshall, là một nữ diễn viên lồng tiếng Mỹ 

## Sự nghiệp điện ảnh

### Anime
- .hack//Unison - Kite
- Ah My Buddha - Sakura
- Arc the Lad - Monkey, Poco
- Armitage: Dual-Matrix - Julian Moore
- Bakuto Sengen Daigunder - Makoto
- Bastard!! - Young Gara
- Battle Athletes Victory - Ichimatsu Yanagida
- Battle B-Daman - Bull
- B-Daman CrossFire - Riki Ryugasaki
- Black Jack - Nomad, Michelle (Young)
- Bleach - Ichigo Kurosaki (Child), Mika
- Blue Exorcist - Konekomaru Miwa
- Bobobo-bo Bo-bobo - Young Bo-bobo, Lambada, LOVE
- Carried by the Wind: Tsukikage Ran - Ran Tsukikage
- Chobits - Minoru Kokubunji
- Cowboy Bebop - Wen
- Digimon Adventure - Izzy Izumi
- Digimon Adventure 02 - Izzy Izumi
- Digimon: The Movie - Izzy Izumi
- Digimon Tamers - Terriermon/Gargomon/Rapidmon/MegaGargomon/MarineAngemon
- Digimon Frontier - Lucemon
- Digimon Data Squad - Frigimon, Young Thomas, King Drasil 2-9000-WZ
- Doraemon - Doraemon
- Drakengard - Seere, Angelus
- Eagle Riders - Mickey Dougan
- Eiken - Grace Lin
- FAKE - Bikky
- Fate/Zero - Shirou Emiya
- Fighting Spirit- Chana
- Flint the Time Detective - Getalong, Snapper of the Cardians
- Fushigi Yūgi - Boushin
- Gatchaman (1994) - Jimmy
- Gate Keepers - Young Shun
- Ghost in the Shell: S.A.C. 2nd GIG - Street Kid (RED DATA)
- Ghost Slayers Ayashi - Kyosai Kawanabe
- Hand Maid May - Masato Zin
- Jungle De Ikou! - Ongo
- Idaten Jump - Ayumu Yamato
- Kanokon - Kouta Oyamada
- Kashimashi: Girl Meets Girl - Tomari Kurusu
- Kekkaishi - Yumeko "Mother-san" Hananokoji
- Kuromajo-san ga Toru!! - Chiyoko Kurotori
- Kyo Kara Maoh! - Wolfram von Bielefeld
- Last Exile - Lucciola
- Love Hina - Motoko Aoyama[2]
- Lupin III - Baranco
- MÄR - Emokis
- Magic Knight Rayearth - Ascot
- Mahoromatic - Feldlance, Young Suguru Misato
- Tranzor Z - Toad
- Mobile Suit Gundam 0080: War in the Pocket - Chay, Telcott
- Moribito: Guardian of the Spirit - Chagum
- Naruto - Inari, Young Haku, Ryugan
- Nightwalker - Kasumi (Young), Yoko
- Noein - Asuka Kaminogi
- Nodame Cantabile - Chiyo Sakata, Makiko Tanaka, Shizuka, Shinichi Chiaki (Young)
- Omishi Magical Theater: Risky Safety - Yuya Fukami
- Otogi Zoshi (TV series) - Kintaro
- Thumbelina: A Magical Story - Nobel
- Rave Master - Plue
- Requiem from the Darkness - Actress, Black Hermit,
- Rozen Maiden - Jun Sakurada
- Rurouni Kenshin - Soshi Okita, Suzame
- Saber Marionette J Again - Otaru Mamiya
- Saiyuki Reload - Ginkaku
- Samurai X - Tsukayama Yutarō (the Sony Dub version of Rurouni Kenshin)
- Scrapped Princess - Sutton
- S-CRY-ed - Akira Terada
- Someday's Dreamers - Gossiping Mage, Haru, Junko, Mother, Ms. Kuniko, Office Clerk, Orphanage Headmaster, Yasuyuki
- Tenchi Muyo! Ryo-Ohki OVA 3 - Ryoko, Rea Masaki
- Tenchi Muyo! GXP - Ryoko, Ryo-Ohki, Noike Kamiki Jurai, Suiren
- Trigun - Elizabeth, Kaite Trevisick
- Vampire Knight: Guilty - Young Kaname (Ep. 3)
- Vampire Princess Miyu TV - Matsukaze
- Vandread - Meia's Fama, Chisato's Mother, Fat Lady,
- Viewtiful Joe - Jim, Koko, Thomas
- Wild Arms: Twilight Venom - mẹ của Mirabelle
- Wolf's Rain -Toboe
- X - Nataku
- Zatch Bell! - Yuuta, Hirofume

### Hoạt hình
- CBS Storybreak - Various
- Chuck Norris: Karate Kommandos - Too-Much
- Dumbo's Circus - Additional Voices
- El Chavo - Miss Pinster, Chavo
- Fraggle Rock - Mokey Fraggle, Cotterpin Doozer
- G.I. Joe: A Real American Hero - Vena[cần dẫn nguồn]
- Inspector Gadget (Pilot episode) - Penny
- Jackie Chan Adventures - Po Kong, Bai Tsa, Vanessa Barone, Jade's mother
- James Bond Jr. - Tracy Milbanks
- Jem and the Holograms - D'Nisha Cross
- K10C: Kids' Ten Commandments - Miriam, Ephraim, Hannah
- My Little Pony - Scuttle Bug
- Rainbow Brite - Red Butler, Patty O'Green, Canary Yellow
- Rambo and the Forces of Freedom - Kat
- Rocket Power - Skinny Kid
- Saban's Adventures of Oliver Twist - Oliver Twist
- South Park (2000-nay) - Linda Stotch, Sheila Broflovski, Wendy Testaburger
- Spider-Man (1981) - Betty Brant
- Spiral Zone - Katerina Anastasia, Duchess Dire
- Squirrel Boy - Esther Flatbottom
- The Canterville Ghost - Ted Otis
- The Little Mermaid TV series - Aquata
- The Mummy: The Animated Series - Emperor Jin Wu
- The New Adventures of Mighty Mouse - Cow Announcer
- The Smurfs - Andria, Weepy Smurf
- The Transformers - Luisa (Fire on The Mountain), Aron (Child's Play), Hassan (Aerial Assault)
- Wee Sing - "Animal/Classic for Kids" Songs - Singaling
- WordWorld - Tiger
- Zentrix - TZ/Little Rock